# Janetschekia
Janetschekia es un género de arañas araneomorfas de la familia Linyphiidae. Se encuentra en la zona Europa y Asia central.

## Lista de especies
Según The World Spider Catalog 12.0::
- Janetschekia monodon (O. Pickard-Cambridge, 1872)
- Janetschekia necessaria Tanasevitch, 1985